# Sulcommata durantoni
Sulcommata durantoni är en skalbaggsart som beskrevs av Peñaherrera och Tavakilian 2003. Sulcommata durantoni ingår i släktet Sulcommata och familjen långhorningar. Inga underarter finns listade i Catalogue of Life.